# Difluoreto de xenônio
O difluoreto de xenônio (XeF2) é um composto químico à base de xenônio, sólido, que se forma como um dos produtos da reação direta entre os gases xenônio e flúor a 400°C, juntamente com os outros fluoretos XeF4 e XeF6, sendo o único composto de xenônio disponível comercialmente. Trata-se de um sólido incolor, cristalino e estável, embora seja muito reativo, reagindo com outras substâncias formando um fluoreto e liberando Xe gasoso, o que justifica o fato de ele ser um forte agente de fluoração. XeF2 precisa ser manuseado com muito cuidado, uma vez que pode desencadear uma reação violenta com compostos orgânicos, metais em pó e com a água. XeF2 , ao se hidrolisar, reage vigorosamente com a água gerando gás Xe, O2 e HF, uma vez que não existe o composto XeO:

2XeF2 + 2H2O --> O2 + 2Xe + 4HF
Difluoreto de xenônio costuma ser armazenado em recipiente de metal monel ou níquel, que não são atacados por ele.
O XeF2 , com 10 elétrons na camada externa do Xe, é um exemplo de molécula com valência expandida, pois o átomo de Xe comporta mais de 8 elétrons na última camada, ou seja, não segue a regra do octeto.